# 亞力安傳說
亞力安傳說(Ayreon)是荷蘭籍的音樂人Arjen Anthony Lucassen的一項音樂企劃。Lucassen自己身兼作曲者、歌手、多重樂器演奏者和製作人等職。

亞力安傳說的音樂風格常被形容成以重金屬音樂和前衛搖滾為基底，但也同時具有鄉村音樂、古典音樂和電子音樂等元素。